# 苏亭毓
苏亭毓（2000年8月25日—），中国女子冰壶运动员，曾担任青海队四垒，2024年9月入选国家队，曾获得2024年泛大陆锦标赛女子铜牌、2025年亚洲冬季运动会女子银牌。